# 新普羅相斯凱
49°44′9″N 35°48′11″E / 49.73583°N 35.80306°E
新普羅相斯凱（烏克蘭語：Новопросянське）是位於烏克蘭東部的村莊，由哈爾科夫州哈爾科夫區的新沃多拉哈市鎮負責管轄。該村面積0.33平方公里，海拔高度184米，2001年人口118，人口密度每平方公里357.6人。